# Xanthocryptus flavomaculatus
Xanthocryptus flavomaculatus là một loài tò vò trong họ Ichneumonidae.